# Crocias
Genre
Crocias est un ancien genre de passereaux comprend 2 espèces de Sibias, désormais placées sous le genre Laniellus.

## Liste des espèces
D'après la classification de référence (version 2.2, 2009) du Congrès ornithologique international (ordre phylogénique) :
- Crocias langbianis – Sibia du Langbian ;
- Crocias albonotatus – Sibia tachetée.